# Любомир Рихтицький
Любомир Рихтицький (псевдоніми: Степан Любомирський, Степан Емерсон, Микола Хортиця; нар. 21 квітня 1921 — пом. 16 липня 1983) — український письменник-прозаїк, літературний редактор і художник-оформлювач книжкових видань.

## Життєпис
Народився 21 квітня 1921 року в  м. Дрогобичі, тепер Львівська область. Закінчив Дрогобицьку народну школу та Дрогобицьку гімназію. Вступив у 1941 році в Львівському політехнічному інституті. 
У липні 1943 року зголосився до Дивізії «Галичина». Брав участь у Другій світовій війні. По війні перебрався до Баварії де потрапив до табору біженців у 1946 році.У 1947 році почав студіювати журналістику та лісівництво в Українському технічно-господаському інституті на околиці Реґенсбурґу. 
Тут у Реґензбурзі В Регенсбургу він познайомився з Дарією-Вірою Мельникович, яка невдовзі вийшла за нього заміж. Після народження дочки Тамари, родина перебралася до США.
Несподівано помер 16 липня 1983 р. у м. Чикаго. За його сценарієм у Канаді знято кінострічку «Ніколи не забуду» (1969, режисер Б. Паздрей, В. Бачинський).

## Творчість
Автор збірки оповідань «Сон літньої ночі» (1946), романів «Жорстокі світанки» (1947), «Хай розсудить меч» (1948–1951), «Плем'я вовків» (1951), «Між славою і смертю» (1953), «Доба страхіть» (1953), «Під молотом війни» (1955–1956), «Прометеїв вогонь» (1976), «Ніколи не забуду» (1984), «Слідами заповіту» (1985–1986), «Армія нескорених» (1990); сценаріїв «Ніколи не забуду» (1969), «Зашуміла Верховина» (1976).
Окремі видання
- Любомирський С. Жорстокі світанки: Роман: У 2 ч. — Вінніпег, 1947. — Ч. 1. — 235 с.; Ч. 2. — 235 с.
- Любомирський С. Хай розсудить меч. Повість. — Малін: Накладом Українського вид-ва в Бельгії, 1949. — 303 с. [Архівовано 4 березня 2016 у Wayback Machine.]
- Любомирський С. Плем'я вовків. Роман. - Вінніпег: Новий Шлях, 1951. - 576 с. [Архівовано 8 грудня 2015 у Wayback Machine.]
- Любомирський С. Таємний фронт [Архівовано 14 жовтня 2013 у Wayback Machine.]. — Мюнхен: Дніпрова хвиля, 1952. — 151 с.
- Хортиця М. Велика гра [Архівовано 14 жовтня 2013 у Wayback Machine.]. — Мюнхен: Дніпрова хвиля, 1953. — 224 с.
- Любомирський С. Між славою і смертю. — Мюнхен: Дніпрова хвиля, 1953. [Архівовано 8 грудня 2015 у Wayback Machine.]
- Любомирський С. Доба страхіть: Роман [Архівовано 14 жовтня 2013 у Wayback Machine.]. — Вінніпег, 1953. — 366 с.
- Любомирський С. Прометеїв вогонь [Архівовано 14 жовтня 2013 у Wayback Machine.]. — Лондон: Українська видавнича спілка, 1977. — 543 с.
- Любомирський С. Ніколи не забуду [Архівовано 14 жовтня 2013 у Wayback Machine.]. — Торонто — Лондон, 1984. — 592 с.
- Любомирський С. Слідами Заповіту. — Лондон — Торонто: Українська видавнича спілка, 1985. — 472 с. [Архівовано 4 березня 2016 у Wayback Machine.]
- Любомирський С. Безстрашні. Вітер і дим. Нариси [Архівовано 14 жовтня 2013 у Wayback Machine.]. — Торонто — Лондон, 1990. — 287 с.
- Любомирський С. Армія нескорених. Політичний роман. - Лондон-Торонто: Українська Видавнича Спілка - "Гомін України", 1993. - 424 с. [Архівовано 8 грудня 2015 у Wayback Machine.]
- Любомирський С. «Степан Бандера – в перспективі історії» : (до дня народження – 1.1.1909). Визвольний шлях. 1981. Річник 34, №1 (394), січень С. 5–11.

Любомир Рихтицький зредагував і підготував до друку книгу спогадів українського вояка-добровольця дивізії «Галичина» Романа Лазурка «На шляхах Европи», що вийшла друком 1971 року в серії Бібліотека «Листки Червоної Калини», Видавництво Братства колишніх Вояків 1 УД УНА, в Чикаго, США. Він також зробив для цієї книги обкладинку, заставки і топографічні карти.   — книга